# De Drakenrijders van Pern

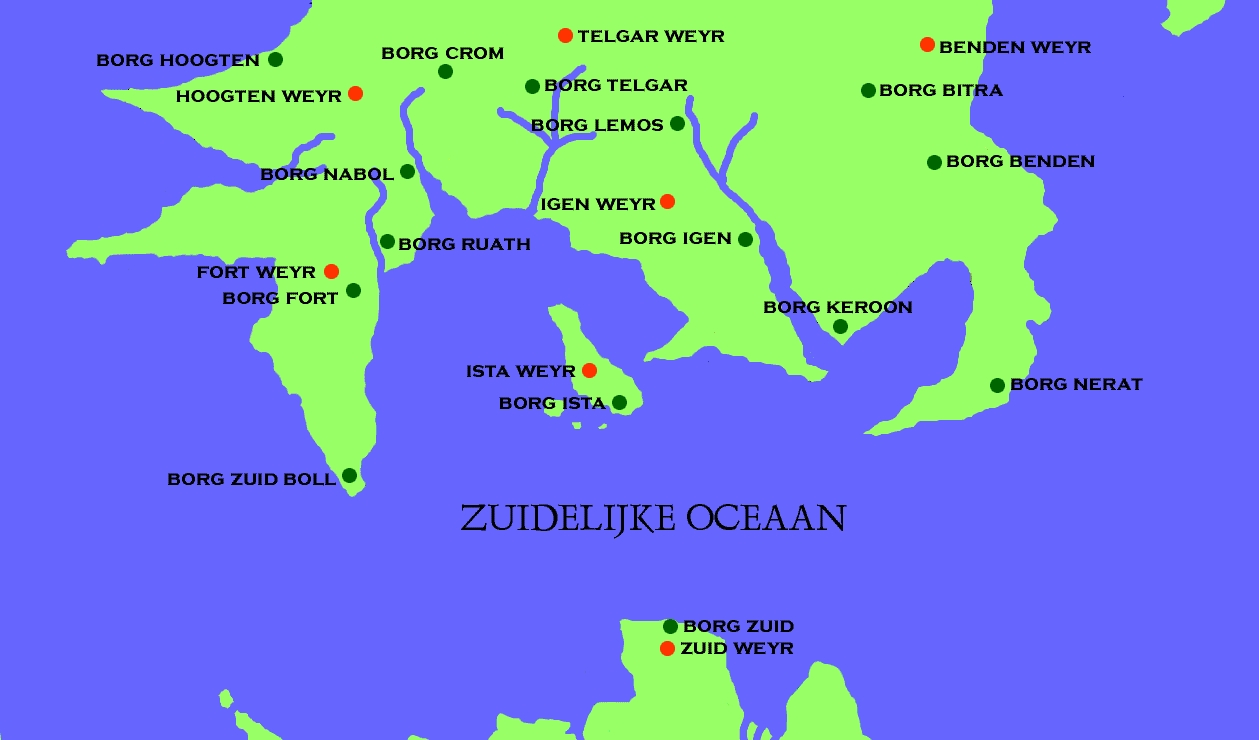
Kaart van de planeet Pern

De Drakenrijders van Pern is een uitgebreide fantasy en sciencefictionserie die bestaat uit enkele boeken en korte verhalen, grotendeels geschreven door Anne McCaffrey. Sinds 2004 heeft McCaffreys zoon Todd McCaffrey ook enkele boeken over Pern geschreven.
De serie handelt over de planeet Pern, die regelmatig wordt bedreigd door het wonderlijke Draad: zilveren strengen die uit de lucht vallen en alles op hun weg vernietigen. Alleen de enorme, vuurspuwende, vliegende en telepathische draken van Pern zijn tegen het Draad opgewassen. Om te overleven hebben de Pernesianen samenwerking moeten zoeken met draken.

## De Drakenrijders van Pern
- Dragonflight (1968 - dit boek is een bewerking van de verhalen Weyr Search en Dragonrider (2 delen); verschenen in 3 afleveringen van Analog Science Fiction/Science Fact oktober 1967, december 1967 en januari 1968; Nederlands Drakenvlucht)
- Dragonquest (1970; Nederlands Drakentocht)
- Dragonsong (1976)
- Dragonsinger (1977)
- The White Dragon (1978; Nederlands De Witte Draak)
- Dragondrums (1979)
- Moreta: Dragonlady of Pern (1983; Nederlands Drakenvrouwe)
- Nerilka's Story (1986)
- Dragonsdawn (1988; Nederlands Dageraad van de Draken)
- Renegades of Pern (1989; Nederlands De Afvalligen van Pern)
- All the Weyrs of Pern (1991; Nederlands De Redding van Pern)
- The Chronicles of Pern: First Fall (1993)
- The Dolphins' Bell (1993)
- The Dolphins of Pern (1994)
- The Girl Who Heard Dragons (1994)
- Red Star Rising (1996; Dragon's Eye in de VS; Nederlands Drakenoog)
- Masterharper of Pern (1998)
- The Skies of Pern (2001)
- Dragon's Kin (2003; met haar zoon Todd McCaffrey)
- Dragonsblood (2005; geschreven door Todd McCaffrey alleen)
- Dragon's Fire (2006; met haar zoon Todd McCaffrey)

## Korte verhalen
- The Smallest Dragonboy (1973) - onder andere in Get off the Unicorn (1987) en A Gift of Dragons (2002)
- The Girl Who Heard Dragons (1994) - onder andere in The Girl Who Heard Dragons (1994) en A Gift of Dragons (2002)
- Runner of Pern (1998) - onder andere in Legends (1998; ed. Robert Silverberg) en A Gift of Dragons (2002)
- Ever the Twain (2002) - in A Gift of Dragons (2002)
- Beyond Between (2004) - in Legends II (2004; ed. Robert Silverberg)